# Guy Santy
Pour les articles homonymes, voir Santy (homonymie).
Guy Santy, né le 23 novembre 1950 à Lompret, est un ancien coureur cycliste français.
Professionnel de 1971 à 1975, il remporte deux victoires. 
Il a un frère, Alain Santy, lui aussi coureur cycliste professionnel de 1970 à 1976.

## Palmarès
- 1968
  - Trois Jours de Marcoing :
    - Classement général
    - 2e étape
- 1969
  - 2e du Grand Prix des Flandres françaises
- 1970
  - Circuit du Pévèle
- 1971
  - Tour du Condroz
  - 2e de Paris-Bourges
  - 6e du Grand Prix du Midi libre
- 1975
  - 3e du Grand Prix de Plouay

## Résultats sur les grands tours

### Tour de France
2 participations
- 1972 : 29e
- 1973 : 77e

### Tour d'Espagne
1 participation
- 1973 : abandon (6ea étape)